# Барбора Шпотакова
Барбора Шпотакова (чеш. Barbora Špotáková; Јаблонец на Ниси, 30. јун 1981) је бивша чешка атлетичарка и актуелна светска рекордерка у бацању копља. Двострука је олимпијска шампионка и трострука светска шампионка.

## Каријера
Шпотакова је у раној каријери била седмобојка, била је  четврта на Светском првенству за јуниоре 2000. године. Такође је победила на међународном митингу вишебојаца у Хексаму 2000. пре него што је наставила да студира у САД где се специјализовала за бацање копља. 2006. је освојила сребрну медаљу на Европском првенству у Гетеборгу.
У финалу Светског првенства 2007. у Осаки обезбедила је златну медаљу у трећем покушају (67,07 м) испред Немице Кристине Обергфел (66,46 м). Шпотакова је постала седма жена на свету која је достигла 67 метара. На Олимпијским играма 2008. освојила је златну медаљу, повела је последњим хицем од 71,42 м, чиме је поставила нови европски рекорд. На Светском атлетском финалу ИААФ 2008. 13. септембра 2008. Шпотакова је оборила светски рекорд хицем од 72,28 м.
До краја сезоне 2010. тренирао ју је Рудолф Черни, који ју је од талентоване седмобојке довео до светске рекордерке у бацању копља. Пре сезоне 2011. било је најава да ће Јан Железни преузети место њеног тренера. Освојила је своју другу златну олимпијску медаљу на Играма у Лондону 2012.
2014. године освојила је Европско првенство у Цириху у Швајцарској хицем од 64,41 м.
Шпотакова се поново удружила са својим бившим тренером Рудолфом Черним 2015. да би тренирала за Олимпијске игре у Рио де Жанеиру 2016. године, где је освојила бронзану медаљу хицем од 64,80 метара.
Након Европског првества Минхену, где је освојила бронзану медаљу, Шпотакова је 9. септембра 2022. објавила да се повлачи из професионалног спорта.

## Лични живот
Шпотакова је рођена у Јаблонцу над Ниси, касније се преселила у Праг. Од 2014. године живи у Унхошту.
Шпотакова је родила сина у мају 2013.

## Достигнућа
| Година               | Такмичење                           | Место                        | Позиција             | Дисциплина           | Резултат             | Белешка              |
| Представљајући Чешку | Представљајући Чешку                | Представљајући Чешку         | Представљајући Чешку | Представљајући Чешку | Представљајући Чешку | Представљајући Чешку |
| -------------------- | ----------------------------------- | ---------------------------- | -------------------- | -------------------- | -------------------- | -------------------- |
| 2000.                | Светско првенство за јуниоре        | Сантјаго, Чиле               | 4.                   | 5.689 поена          | (Седмобој)           |                      |
| 2003.                | Европско првенство за млађе сениоре | Бидгошч, Пољска              | 6.                   | Бацање копља         | 56,65 м              |                      |
| 2004.                | Олимпијске игре                     | Атина, Грчка                 | 23.                  | Бацање копља         | 58,20 м              |                      |
| 2005.                | Универзијада                        | Измир, Турска                | 1.                   | Бацање копља         | 60,73 м              |                      |
| 2005.                | Финале Светског купа                | Монте Карло, Монако          | 5.                   | Бацање копља         | 61,60 м              |                      |
| 2006.                | Европско првенство                  | Гетеборг, Шведска            | 2.                   | Бацање копља         | 66,12 м              |                      |
| 2006.                | Финале Светског купа                | Штутгарт, Немачка            | 1.                   | Бацање копља         | 66,21 м              |                      |
| 2007.                | Светско првенство                   | Осака, Јапан                 | 1.                   | Бацање копља         | 67,07 м              |                      |
| 2007.                | Финале Светског купа                | Штутгарт, Немачка            | 1.                   | Бацање копља         | 67,12 м              |                      |
| 2008.                | Олимпијске игре                     | Пекинг, Кина                 | 1.                   | Бацање копља         | 71,42 м              | ЕР                   |
| 2008.                | Финале Светског купа                | Штутгарт, Немачка            | 1.                   | Бацање копља         | 72,28 м              |                      |
| 2009.                | Светско првенство                   | Берлин, Немачка              | 2.                   | Бацање копља         | 66,42 м              |                      |
| 2009.                | Финале Светског купа                | Солун, Грчка                 | 2.                   | Бацање копља         | 63,45 м              |                      |
| 2010.                | Европско првенство                  | Барселона, Шпанија           | 3.                   | Бацање копља         | 65,36 м              |                      |
| 2011.                | Светско првенство                   | Даегу, Јужна Кореја          | 1.                   | Бацање копља         | 71,58 м              |                      |
| 2012.                | Олимпијске игре                     | Лондон, Уједињено Краљевство | 1.                   | Бацање копља         | 69,55 м              |                      |
| 2014.                | Европско првенство                  | Цирих, Швајцарска            | 1.                   | Бацање копља         | 64,41 м              |                      |
| 2014.                | Континентални куп у атлетици        | Маракеш, Мароко              | 1.                   | Бацање копља         | 65,52 м              |                      |
| 2015.                | Светско првенство                   | Пекинг, Кина                 | 9.                   | Бацање копља         | 60,08 м              |                      |
| 2016.                | Олимпијске игре                     | Рио де Жанеиро, Бразил       | 3.                   | Бацање копља         | 64,80 м              |                      |
| 2017.                | Светско првенство                   | Лондон, Уједињено Краљевство | 1.                   | Бацање копља         | 66,76 м              |                      |
| 2019.                | Светско првенство                   | Доха, Катар                  | 9.                   | Бацање копља         | 59,87 м              |                      |
| 2021.                | Олимпијске игре                     | Токио, Јапан                 | 14.                  | Бацање копља         | 60,52 м              |                      |
| 2022.                | Европско првенство                  | Минхен, Немачка              | 3.                   | Бацање копља         | 60,68 м              |                      |